# Tautumeitas
Tautumeitas — латвийская фолк-группа, созданная в 2015 году. Состоит из 6 участниц. Представительницы Латвии на конкурсе «Евровидение-2025» в Базеле с песней «Bur man laimi», в финале заняли 13 место.

## История
Музыкальное мастерство Tautumeitas началось с их одноимённого дебютного альбома 2018 года, который получил премию Latvian Music Recording Award «Zelta Mikrofons» в категории «Альбом года в жанре фолк/мировая музыка». Впоследствии их альбом «Songs from Auleja» получил такую же награду в 2020 году. Совместная работа группы с «Brainstorm» над песней «Tur, kur Dieva kamanas slīd» принесла им награду «Самая ценная песня 2021 года» на конкурсе «Музыкальный банк», организованном Latvijas Radio 2. Примечательно, что Tautumeitas также пять раз удостаивались ежегодной премии Латгальской культуры «Бонек» за «неоценимый вклад в культурное наследие своей родины».
Весной 2022 года Tautumeitas выпустили свой последний альбом «Skrejceļš», который был отмечен их самым крупным концертом в Латвии на сегодняшний день и 17-дневным туром по стране. Альбом получил награду «Альбом года в жанре фолк/мировая музыка 2022» в их родной стране.
В течение 2023 года коллектив выступал на сценах различных известных фестивалей, в том числе Eurosonic (Нидерланды), Glastonbury (Великобритания) и Imaterial (Португалия). Их захватывающий трек «Spodrē manu augumiņu» в феврале был признан песней дня на KEXP.

## Евровидение
20 ноября 2024 года были озвучены участники Supernova 2025 (шоу является национальным отбором Латвии для Евровидения), где в том числе присутствовали и Tautumeitas.
После полуфинала, который состоялся 1 февраля 2025, стало известно, что группа прошла в финал.
8 февраля 2025 года в финале национального отбора Tautumeitas вместе со своей песней «Bur man laimi» выиграли, набрав 18 баллов в сумме (8 от жюри и 10 от зрителей).

## Состав
- Ранцане Аснате — вокал, скрипка
- Ранцане Аурелия — вокал, барабан
- Луците Лаура — вокал, скрипка
- Зваигзните Габриэла — вокал
- Моисея Аннемария — вокал, мелодика, перкуссия
- Слишане Кейт — вокал, кларнет, мандолина.

## Дискография
- Lai māsiņa rotājās! (2017; совместно с Аули)
- Tautumeitas (2018)
- Dziesmas no Aulejas (2019)
- Skrejceļš (2022)